# 飽田郡
- 令制国一覧 > 西海道 > 肥後国 > 飽田郡
- 日本 > 九州地方 > 熊本県 > 飽田郡

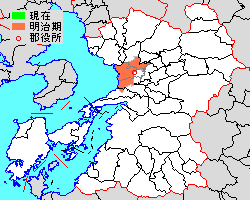
熊本県飽田郡の位置

飽田郡（あきたぐん）は、熊本県（肥後国）にあった郡。

## 郡域
1879年（明治12年）に行政区画として発足した当時の郡域は、下記の区域にあたる。
- 熊本市
  - 中央区の一部（概ね島崎・横手・黒髪および段山本町・坪井の各一部）
  - 西区の全域
  - 北区の大部分（植木町各町を除く）
  - 南区の一部（概ね上ノ郷、刈草、合志、白藤、八幡、川尻、野田、中無田町、富合町小岩瀬、美登里町、川口町より北西）
- 宇土市の一部（走潟町）

## 歴史

### 近世以降の沿革
- 明治初年時点では全域が肥後熊本藩領であった。「旧高旧領取調帳」に記載されている明治初年時点での村は以下の通り。（2町176村）

坪井村、竹部村、下立田村、宇留毛村、陣内村、上立田村、弓削村、麻生田村、亀井村、万石村、松崎村、室園村、打越村、津浦村、高平村、高平下村、高平打出村、徳王村、山室村、大窪村、飛田村、馬出村、上野村、御馬下村、長峰村、鶴羽田村、梶尾村、西梶尾村、鹿子木村、楠原村、楠古閑村、糸山村、原口村、井上村、大鳥居村、津留村、立石村、尾当村、前原村、小糸山村、上古閑村、坂下村、釜尾村、五町村、古閑村、赤水村、小桑鶴村、桑鶴村、河東村、庄村、田畑村、古市村、豆尾村、柚木村、田上村、中尾村（現・北区）、北迫村、立福寺村、太郎迫村、万楽寺村、大多尾村、東門寺村、野出村、岳村、面木村、平山村、近津村、河内村、船津村、白浜村、京町村、岩立村、長迫村、西原村、富尾村、北島村、柿原村、池亀村、井芹村、中尾村（現・西区）、牧崎村、宮内村、島崎村、谷尾崎村、新村（現・西区）、池上村、高橋村、上代村、大塘村、下代村、半田村、薬師町村、小島村、小島町、下松尾村、上松尾村、方近村、今新開村、中島村、山下村、迎五町村、孫代村、砂原村、今村（現・南区合志）、戸坂村、横手村、筒口村、春日村、久末村、阿弥陀寺村、田崎村、八島村、古町村、宮寺村、蓮台寺村、新土河原村、島新村、島村、荒尾村、拾三村、土河原村、今村（現・南区八分字町）、刈草村、池畑村、椎田村、中椎田村、南椎田村、権藤村、五町新開村、上白石村、妙実村、上大保村、大保村、渋江村、白石村、牟田口村、浜口村、南正保村、西正保村、東正保村、野田村、上小岩瀬村、下小岩瀬村、河尻町、北中牟田村、今村（現・南区中無田町）、南中牟田村、江中島村、上海氏村、下海氏村、新村（現・南区）、平木村、北走潟村、東走潟村、西走潟村、南走潟村、三ヶ村、方丈村、八町村、五町村、弐町村、弐拾町村、惟重村、下奥古閑村、中奥古閑村、上奥古閑村、北奥古閑村、東銭塘村、南銭塘村、西銭塘村、北銭塘村、道古閑村、内田新開村、上内田村、下内田村、鵜森村、西新開村、沖新村（現・西区）
- 明治初年 - 干拓地に川口出村・沖新村（現・南区）・浦田村・畠口村が起立。（2町180村）
- 明治4年
  - 7月14日（1871年8月29日） - 廃藩置県により熊本県（第1次）の管轄となる。
  - 竹部村が坪井村に合併。
- 明治5年6月14日（1872年7月19日） - 白川県の管轄となる。
- 明治7年（1874年） - 以下の各村の統合が行われる。（2町100村）

- 四方寄村 ← 馬出村、上野村、御馬下村、長峰村
- 楠野村 ← 楠原村、楠古閑村
- 明徳村 ← 糸山村、原口村
- 改寄村 ← 井上村、津留村、立石村、尾当村、前原村
- 貢村 ← 上古閑村、五町村
- 下硯川村 ← 坂下村、田畑村、古市村、豆尾村
- 和泉村 ← 古閑村、赤水村、小桑鶴村、桑鶴村、河東村
- 硯川村 ← 庄村、袖木村、田上村
- 池田村 ← 京町村、岩立村、長迫村、西原村、富尾村、北島村、池亀村
- 花園村 ← 柿原村、井芹村、中尾村（現・西区）、牧崎村
- 中原村 ← 方近村、今新開村
- 合志村 ← 今村（現・南区合志）、刈草村
- 白藤村 ← 池畑村、椎田村［小村金光村］
- 八分字村 ← 拾三村、東正保村、西正保村、南正保村

- 八幡村 ← 池畑村、椎田村［上記を除く］、中椎田村、南椎田村
- 会富村 ← 上白石村、妙実村、上大保村
- 並建村 ← 大保村、渋江村
- 浜田村 ← 牟田口村、浜口村
- 中牟田村 ← 北中牟田村、今村（現・南区中無田町）、南中牟田村
- 小岩瀬村 ← 上小岩瀬村、下小岩瀬村
- 美登里村 ← 江中島村、上海氏村、下海氏村、新村（現・南区）、道古閑村
- 走潟村 ← 平木村、北走潟村、東走潟村、西走潟村、南走潟村、三ヶ村
- 川口村 ← 方丈村、八町村、五町村、弐町村、弐拾町村、惟重村
- 奥古閑村 ← 下奥古閑村、中奥古閑村、上奥古閑村、北奥古閑村
- 銭塘村 ← 東銭塘村、南銭塘村、西銭塘村、北銭塘村
- 内田村 ← 内田新開村、上内田村、下内田村、鵜森村、西新開村
- 海路口村 ← 川口出村、沖新村（現・南区）、浦田村

- 高平下村・高平打出村が高平村に、中尾村（現・北区）が鹿子木村に、新村（現・西区）が池上村に、山下村・迎五町村が中島村に、筒口村が横手村に、阿弥陀寺村および久末村の一部が春日村に、八島村が田崎村に、宮寺村および久末村の残部が古町村にそれぞれ合併。

- 明治8年（1875年）
  - 12月10日 - 熊本県（第2次）の管轄となる。
  - 権藤村・五町新開村が合併して護藤村となる。（2町99村）
- 明治12年（1879年）1月20日 - 郡区町村編制法の熊本県での施行により、下記の変更が行われる。
  - 熊本城下および託麻郡迎町・新屋敷町の区域をもって熊本区が発足し、郡より離脱。
  - 残部に行政区画としての飽田郡が発足。「飽田託麻郡役所」が横手村に設置され、託麻郡とともに管轄。
- 明治14年（1881年） - 小岩瀬村の所属郡が下益城郡に変更。（2町98村）

### 町村制以降の沿革

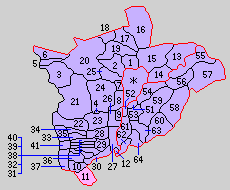
1.池田村 2.花園村 3.河内村 4.高橋町 5.船津村 6.白浜村 7.横手村 8.春日村 9.古町村 10.川口村 11.走潟村 12.川尻町 13.龍田村 14.黒髪村 15.清水村 16.川上村 17.硯川村 18.寺迫村 19.五町村 20.芳野村 21.松尾村 22.小島町 23.城山村 24.池上村 25.島崎村 26.白坪村 27.力合村 28.八分字村 29.藤富村 30.中緑村 31.銭塘村 32.内田村 33.中島村 34.中原村 35.沖新村 36.奥古閑村 37.海路口村 38.浜田村 39.白石村 40.並建村 41.畠口村（紫：熊本市 桃：宇土市 51 - 64は託麻郡）

- 明治22年（1889年）4月1日 - 町村制の施行により、以下の町村が発足。特記以外は全域が現・熊本市。（3町38村）
  - 池田村、花園村、河内村（それぞれ単独村制）
  - 高橋町（高橋村の一部が単独町制）
  - 船津村、白浜村、横手村、春日村、古町村、川口村（それぞれ単独村制）
  - 走潟村（単独村制。現・宇土市）
  - 川尻町（河尻町が単独町制）
  - 龍田村 ← 上立田村、弓削村、陣内村
  - 黒髪村 ← 下立田村、宇留毛村、坪井村
  - 清水村 ← 麻生田村、万石村、室園村、松崎村、亀井村、山室村、大窪村、高平村、打越村、津浦村
  - 川上村 ← 鹿子木村、楠野村、明徳村、小糸山村、大鳥居村、改寄村、梶尾村、西梶尾村、鶴羽田村、四方寄村、飛田村
  - 硯川村 ← 北迫村、硯川村、下硯川村
  - 寺迫村 ← 太郎迫村、立福寺村、万楽寺村
  - 五町村 ← 徳王村、和泉村、釜尾村、貢村
  - 芳野村 ← 大多尾村、東門寺村、野出村、岳村、面木村
  - 松尾村 ← 平山村、近津村、上松尾村
  - 小島町 ← 小島町、小島村、下松尾村
  - 城山村 ← 半田村、大塘村、下代村、上代村、薬師町村
  - 池上村 ← 池上村、谷尾崎村、戸坂村、高橋村［高橋町を除く］
  - 島崎村 ← 島崎村、宮内村
  - 白坪村 ← 田崎村、蓮台寺村、新土河原村
  - 力合村 ← 島新村、島村、荒尾村、合志村、白藤村、八幡村
  - 八分字村 ← 八分字村、砂原村、今村、土河原村、孫代村
  - 藤富村 ← 会富村、護藤村
  - 中緑村 ← 中牟田村、美登里村
  - 銭塘村、内田村、中島村、中原村、沖新村、奥古閑村、海路口村、浜田村、白石村、並建村、畠口村（それぞれ単独村制）
  - 野田村が託麻郡元三村の一部となる。
- 明治29年（1896年）4月1日 - 郡制の施行のため、「飽田詫麻郡役所」の管轄区域をもって飽託郡が発足。同日飽田郡廃止。

## 行政
飽田・託麻郡長
| 代 | 氏名 | 就任年月日                | 退任年月日                | 備考                           |
| -- | ---- | ------------------------- | ------------------------- | ------------------------------ |
| 1  |      | 明治12年（1879年）1月20日 |                           |                                |
|    |      |                           | 明治29年（1896年）3月31日 | 託麻郡との合併により飽田郡廃止 |